# Il padre (Zeller)
Il padre (Le Père) è un'opera teatrale del drammaturgo francese Florian Zeller, portata al debutto a Parigi nel 2012.

## Trama
André ha superato gli ottant'anni, ma è ancora arzillo, carismatico e affascinante, sempre pronto ad intrattenere la figlia Anne e altre donne in visita con storie della sua carriera da ingegnere. Dopo la visita della figlia, la scena cambia ed André comincia a parlare della sua carriera da ballerino da tip tap a una donna misteriosa, che afferma di essere la figlia Anne.
Di scena in scena, mentre la scenografia si spoglia mobile per mobile, si scopre che il testo riflette la confusione mentale di André, malato di Alzheimer, che non riesce più a riconoscere la sua stessa figlia, né a ricordare gli eventi della propria vita. Il dramma termina con André ricoverato in ospedale in stato profondamente confusionale, assistito da Anne che cerca di confortarlo.

## Storia delle rappresentazioni
Le Père debuttò sulle scene il 20 settembre 2012, in un allestimento in scena al Théâtre Hébertot di Parigi con Robert Hirsch (André) ed Isabelle Gélinas (Anne). Il dramma fu accolto molto positivamente dalla critica, tanto da vincere il Premio Molière 2014.
Il successo internazionale arrivò l'anno successivo quando Le Père, in una traduzione di Christopher Hampton, fu portato in scena al Theatre Royal di Bath e, forte delle recensioni positive, riproposto al Wyndham's Theatre del West End londinese dall'ottobre al novembre 2015 e poi al Duke of York's Theatre dal febbraio al marzo 2016. Ancora una volta le critiche furono positive, sia per il testo che per l'interpretazione di Kenneth Cranham nel ruolo del protagonista: il primo fu candidato al Laurence Olivier Award alla migliore nuova opera teatrale, mentre il secondo vinse il premio al miglior attore. Il giornale The Times definì Il padre il miglior dramma del decennio.
La pièce, sempre nella traduzione di Hampton, fu proposta al Samuel J. Friedman Theatre di Broadway dal marzo al giugno 2016, rimanendo in cartellone per centotré rappresentazioni. Ancora una volta le recensioni furono molto positive: Il padre fu candidato al prestigioso Tony Award alla migliore opera teatrale, mentre Frank Langella vinse il Tony Award al miglior attore protagonista in un'opera teatrale. Kathryn Erbe ricopriva il ruolo di Anne e i costumi erano firmati da Catherine Zuber. Nel 2017 il dramma fece il suo debutto australiano in scena a Sydney con John Bell.
La prima italiana è del 2017, al Teatro Guglielmi di Massa con la regia di Piero Maccarinelli e un cast che comprendeva Alessandro Haber, Lucrezia Lante della Rovere, David Sebasti e Daniela Scarlatti. Il padre fu accolto molto positivamente, tanto da essere riproposto per tre stagioni consecutive per un totale di duecentoventi repliche. La produzione di Maccarinelli è stata portata in tournée in numerosi teatri italiani, tra cui Teatro della Pergola di Firenze, Teatro Municipale di Piacenza e Teatro Manzoni di Milano. In totale la pièce di Zeller è stata portata in scena in 45 nazioni.

## Adattamenti cinematografici
Nel 2015, Philippe Le Guay ha diretto un primo adattamento cinematografico de "Il padre", Florida, con Jean Rochefort e Sandrine Kiberlain.
Nel 2020, Christopher Hampton e Florian Zeller hanno adattato il testo per un nuovo film, The Father, diretto dallo stesso Zeller e con i premi Oscar Anthony Hopkins e Olivia Colman nei ruoli principali.